# InterCity

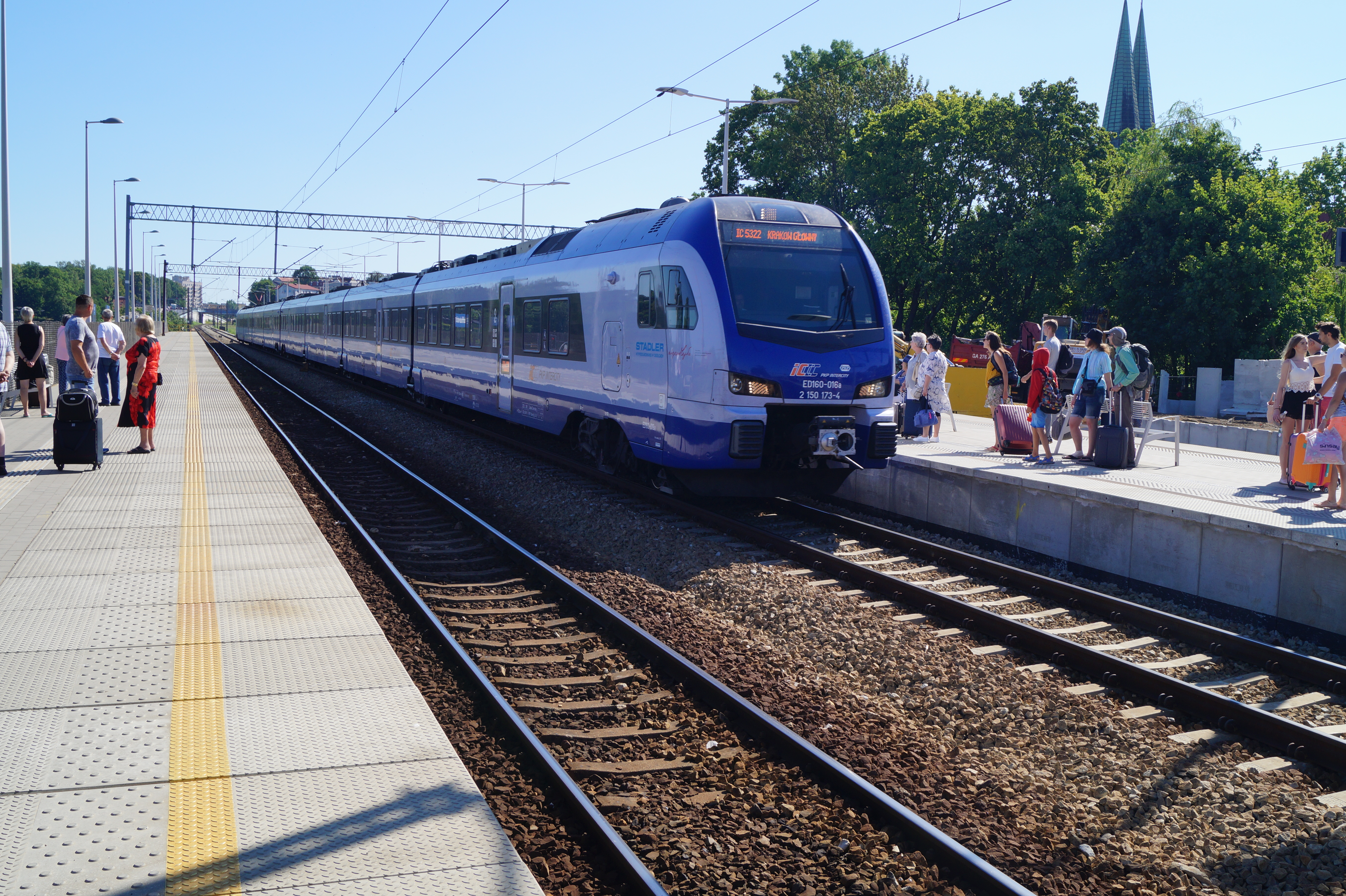
ED160 jako Intercity na stacji Olsztyn Zachodni

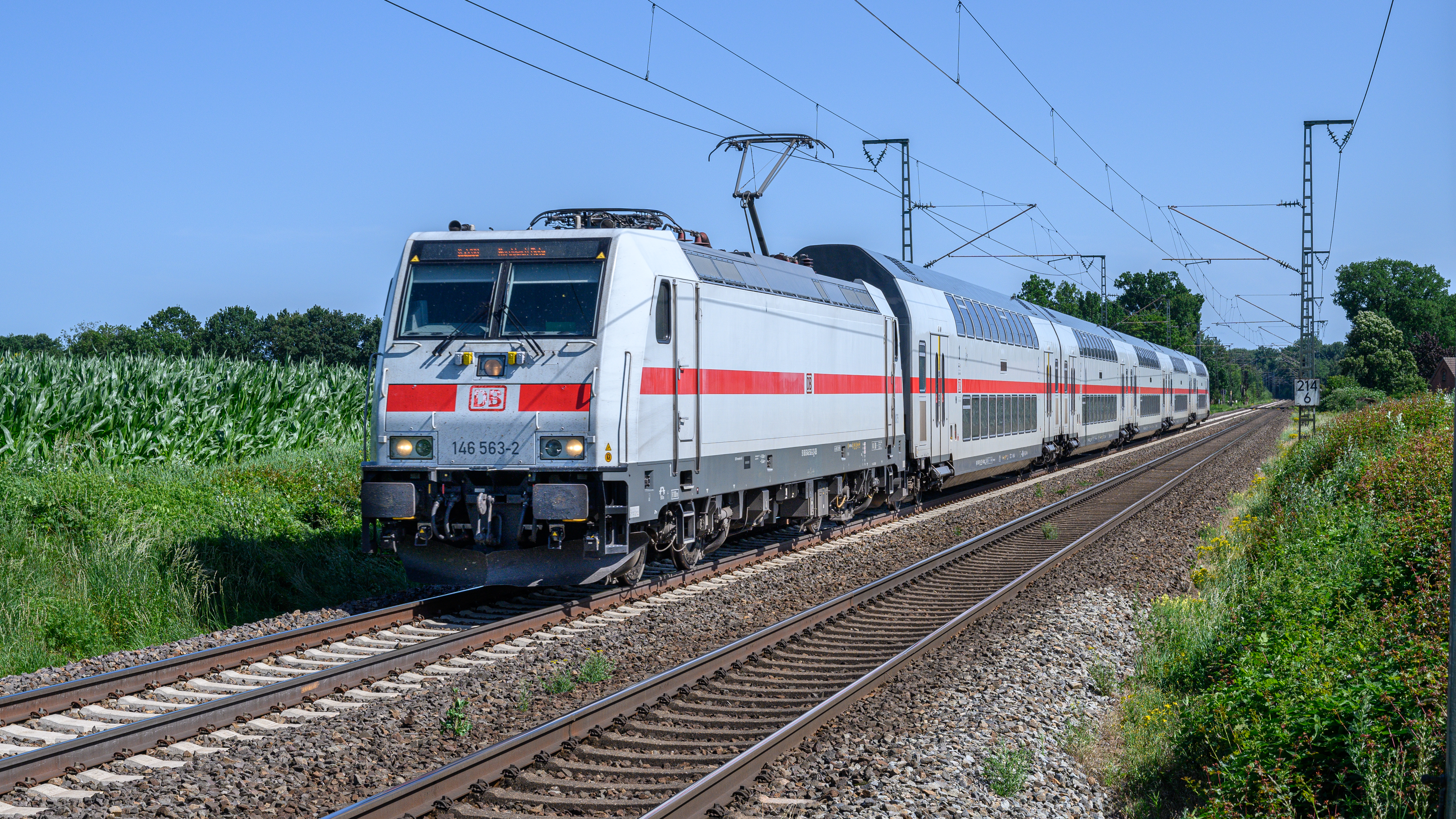
Intercity kolei niemieckich

InterCity (skrót IC) – kategoria pociągów uruchamianych przez przewoźników kolejowych w wielu krajach Europy.
Pociągi tej kategorii wyróżnia przede wszystkim niewielka liczba postojów na trasie (ograniczona do większych miast), a także wysoka prędkość maksymalna (rzędu 160 km/h i więcej), co skutkuje wysokimi prędkościami handlowymi. Pociągi InterCity są zwykle zestawiane z taboru o podwyższonym komforcie i zaliczane zazwyczaj do tzw. segmentu premium. Wyższa jest też często cena biletów. Pociąg IC prowadzi zazwyczaj wagon restauracyjny.

## W Polsce
W Polsce marka pociągów „InterCity” funkcjonowała do 2009 roku, kiedy to w ramach upraszczania oferty została przemianowana na „Express InterCity” (EIC).
Od grudnia 2014 r. spółka PKP Intercity ponownie wprowadziła markę „InterCity”. Stanowi ona część oferty połączeń ekonomicznych ze wspólną taryfą z pociągami TLK. Umożliwia ona w większości przypadków naliczanie opłaty za przejazd na podstawie łącznej długości trasy pokonanej przez podróżnego pociągami obu marek (sumowanie przebytych kilometrów). Wyróżnikiem marki InterCity jest obsługa połączeń wyłącznie nowymi lub zmodernizowanymi wagonami, a także elektrycznymi zespołami trakcyjnymi serii ED160 i ED161. Nowoczesne składy IC wyposażone są w wagony restauracyjne, klimatyzację, toalety z systemem zamkniętym. Pasażer posiada do swojej dyspozycji ergonomiczne fotele, gniazdka elektryczne oraz klimatyzację.

## Zobacz też

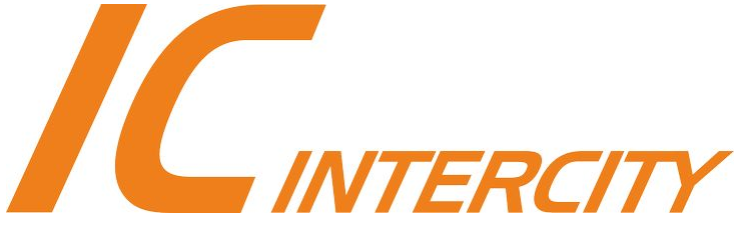
Logo marki pociągów "InterCity" w Polsce

## Linki zewnętrzne

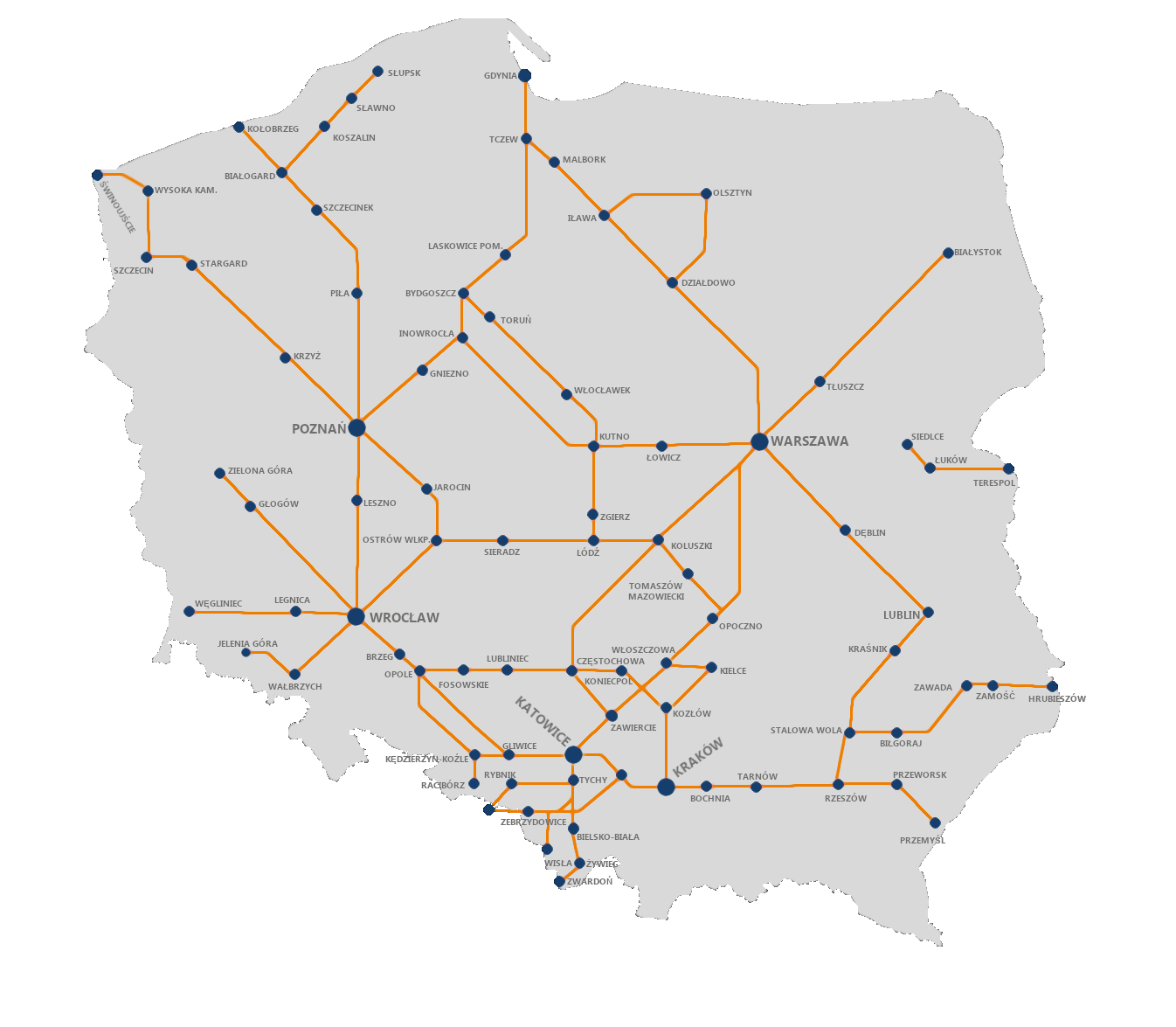
Schemat tras przejazdu pociągów IC PKP Intercity